# Ambroise Autpert
Pour les articles homonymes, voir Saint Ambroise et Ambroise.
Ambroise Autpert (° vers 730 - † 784), est un religieux bénédictin du Moyen Âge, originaire de Provence, qui fut abbé de l'abbaye Saint-Vincent du Volturne en Italie, et un exégète, dont les textes permettent de le considérer comme une figure majeure de la renaissance carolingienne.   

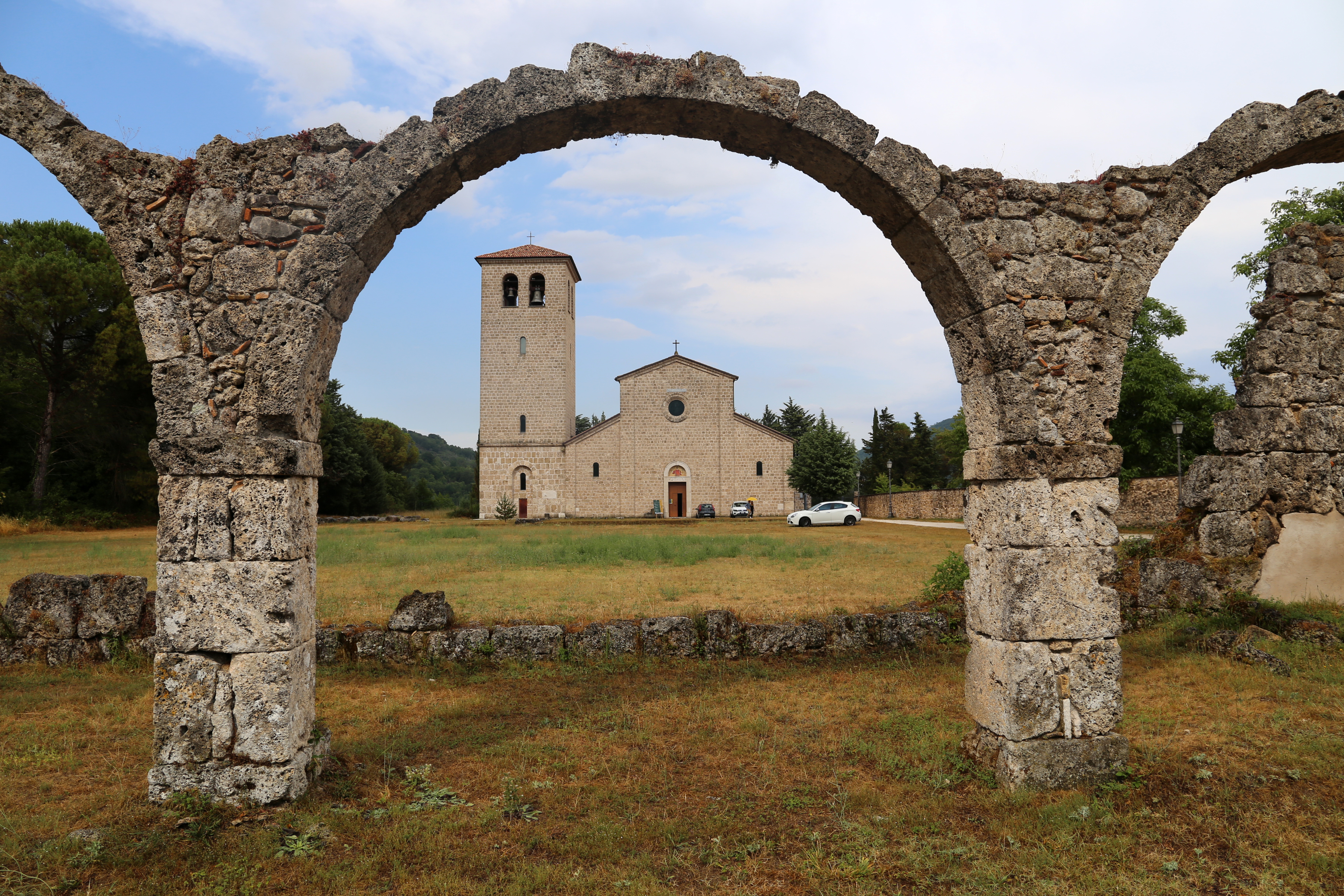
L'abbaye Saint-Vincent du Volturne, Italie.

## Biographie
Ambroise Autpert était moine bénédictin de Saint-Vincent du Volturne, lorsqu'il en fut brièvement élu abbé (777-778), alors que les influences franques et lombardes provoquaient des tensions en Campanie. L'élection de ce Provençal avec l'appui de Charlemagne et du pape Étienne III fut l'objet de contestations, et sa mort, en 784, au cours d'un voyage à Rome, pourrait être un assassinat.
Il laisse une œuvre riche, avant tout composée de travaux d'exégèse - un commentaire sur l'Apocalypse, des sermons et des prédications morales sur le modèle de Prudence - qui en font l'une des figures majeures de la renaissance carolingienne. 

## Œuvres
- Exposition sur l'Apocalypse
- Sur l'Assomption de la Vierge Marie
- Sur la Transfiguration du Seigneur
- Sur le conflit des vices et des vertus
- Sur la cupidité
- Vie des pères Paldon, Taton et Tason, fondateurs de Saint-Vincent du Volturne

## Éditions
- Patrologie latine, t. 89
- Corpus Christianorum, Continuatio medievalis, 3 vol., t. 27, 27A, 27B
- Ambrosii Autperti Opera, éd. Robert Weber, Brepols, Turnhout 1975–1979 (avec commentaires en français).
- Autperti vita Paldonis, Tatonis et Tasonis Vulturnensium, MGH, Scriptores rerum Langobardicarum et Italicarum 1: Scriptores rerum Langobardicarum et Italicarum saec. VI-IX, éd. Georg Waitz, Hanovre, 1878, p.546–554 mdz10.bib-bvb.de